# Hypotrachyna riparia
Hypotrachyna riparia är en lavart som beskrevs av McCune. Hypotrachyna riparia ingår i släktet Hypotrachyna och familjen Parmeliaceae.   Inga underarter finns listade i Catalogue of Life.